# Infinito +1
| Recensione | Giudizio |
| ---------- | -------- |
| Newsic.it  | 7/10     |
| Rockol     | 8/10     |

Infinito +1 è il terzo album in studio del cantante italiano Fulminacci, pubblicato il 24 novembre 2023 dall'etichetta Maciste Dischi.

## Descrizione
Il disco si compone di 10 canzoni scritte e composte dallo stesso cantante, con la partecipazione di Riccardo Zanotti e Giovanni Truppi, mentre la produzione è stata interamente curata da okgiorgio. In un'intervista rilasciata a Rolling Stone Italia Fulminacci ha raccontato la scelta di collaborare con il produttore e i due cantanti:
In un'intervista a Billboard Italia il cantante ha inoltre spiegato il significato del titolo dell'album e il concetto alla base del progetto:

## Promozione
Giorni dopo l'annuncio, il cantante sui suoi profili social condivide un numero telefonico da chiamare; il numero, se chiamato, rivelava un piccolo spoiler del pezzo Spacca, con Fulminacci che in seguito rivelava la data d'uscita dell'album. Da questo sono stati estratti cinque singoli: Tutto inutile, Simile, Ragù, Filippo Leroy e Baciami baciami.
Il 12 gennaio 2024 viene incluso il singolo +1.

## Tracce
Testi e musiche di Filippo Uttinacci tranne dove indicato.
1. Spacca – 2:42 (musica: Federico Laini, Pierfrancesco Pasini, Giorgio Pesenti, Nicola Regonesi, Filippo Uttinacci)
2. Puoi (feat. Pinguini Tattici Nucleari) – 2:47 (testo: Filippo Uttinacci, Riccardo Zanotti – musica: Filippo Uttinacci, Riccardo Zanotti, Giorgio Pesenti)
3. Ragù – 2:58
4. Filippo Leroy – 3:03 (musica: Giorgio Pesenti, Filippo Uttinacci)
5. Simile – 3:33
6. Occhi grigi (feat. Giovanni Truppi) – 3:52 (Filippo Uttinacci, Giovanni Truppi)
7. Baciami baciami – 3:42 (musica: Giorgio Pesenti, Filippo Uttinacci)
8. Tutto inutile – 2:51 (musica: Giorgio Pesenti, Filippo Uttinacci)
9. Così cosà – 2:44
10. La siepe – 3:46

Traccia bonus nella riedizione digitale
1. +1 – 3:06 (musica: Giorgio Pesenti, Filippo Uttinacci)

## Classifiche
| Classifica (2024) | Posizione massima |
| ----------------- | ----------------- |
| Italia            | 9                 |